# Liu Lizhe
Liu Lizhe (en chino: 劉麗哲; 28 de septiembre de 1975) es una deportista china que compitió en judo. Ganó una medalla de plata en el Campeonato Asiático de Judo de 1995 en la categoría de –61 kg.

## Palmarés internacional
| Campeonato Asiático | Campeonato Asiático | Campeonato Asiático | Campeonato Asiático |
| Año                 | Lugar               | Medalla             | Categoría           |
| ------------------- | ------------------- | ------------------- | ------------------- |
| 1995                | Nueva Delhi (India) | Medalla de plata    | –61 kg              |